# Маріанне ван дер Торре
Маріанне ван дер Торре (нід. Marianne van der Torre; нар. 18 серпня 1961) — колишня нідерландська тенісистка.
Найвищу одиночну позицію світового рейтингу — 84 місце досягла 31 грудня 1981, парну — 60 місце — 28 березня 1988 року.
Здобула 1 одиночний та 1 парний титул.
Найвищим досягненням на турнірах Великого шолома був півфінал в змішаному парному розряді.

## Фінали турнірів WTA

### Одиночний розряд: 1 (1 перемога)
| Результат | Дата     | Турнір                  | Покриття  | Суперниця         | Рахунок  |
| --------- | -------- | ----------------------- | --------- | ----------------- | -------- |
| Перемога  | Лют 1981 | VS of Pennsylvania, США | Килим (i) | Гайді Айстерленер | 6–0, 7–6 |

### Парний розряд: 1 (1 перемога)
| Результат | Дата     | Турнір                | Покриття | Партнерка     | Суперниці                    | Рахунок  |
| --------- | -------- | --------------------- | -------- | ------------- | ---------------------------- | -------- |
| Перемога  | Жов 1981 | Kyoto Classic, Японія | Тверде   | Нанетте Шутте | Елізабет Смайлі Кім Стейнмец | 6–2, 6–4 |

## Фінали ITF
| турніри $25,000 |
| турніри $10,000 |

### Одиночний розряд (4–4)
| Результат | Ранг | Дата             | Турнір                      | Покриття | Суперниця         | Рахунок       |
| --------- | ---- | ---------------- | --------------------------- | -------- | ----------------- | ------------- |
| Поразка   | 1.   | 28 жовтня 1985   | ITF Фукуока, Японія         | Тверде   | Джой Каммінґс     | 2–6, 4–6      |
| Поразка   | 2.   | 4 листопада 1985 | ITF Ібаракі, Японія         | Тверде   | Нанетте Шутте     | 6–7, 1–6      |
| Перемога  | 3.   | 15 вересня 1986  | ITF Софія, Болгарія         | Ґрунт    | Сабіна Сіммондс   | 6–4, 6–2      |
| Перемога  | 4.   | 3 листопада 1986 | ITF Мацуяма, Японія         | Тверде   | Ізабель Крюдо     | 6–1, 2–0 ret. |
| Поразка   | 5.   | 17 серпня 1987   | ITF Мангассет, США          | Ґрунт    | Габріела Діну     | 6–7, 3–6      |
| Поразка   | 6.   | 6 березня 1989   | ITF Ашкелон, Ізраїль        | Тверде   | Беате Райнштадлер | 3–6, 6–1, 2–6 |
| Перемога  | 7.   | 13 березня 1989  | ITF Хайфа, Ізраїль          | Тверде   | Валері Бату       | 2–6, 6–4, 6–4 |
| Перемога  | 8.   | 20 березня 1989  | ITF Ramat Hasharon, Ізраїль | Тверде   | Dahlia Coriat     | 6–2, 6–1      |

### Парний розряд (14–10)
| Результат | Ранг | Дата              | Турнір                          | Покриття | Партнерка             | Суперниці                                   | Рахунок          |
| --------- | ---- | ----------------- | ------------------------------- | -------- | --------------------- | ------------------------------------------- | ---------------- |
| Поразка   | 1.   | 25 липня 1981     | ITF Женева, Швейцарія           | Ґрунт    | Аннемарі Рюеґґ        | Зузанне Вільяверде Ліліана Х'юссані         | 4–6, 6–4, 0–6    |
| Перемога  | 2.   | 2 січня 1984      | ITF Чикаго, США                 | Тверде   | Чілла Бартош-Черепі   | Лариса Савченко-Нейланд Світлана Пархоменко | w/o              |
| Поразка   | 3.   | 15 жовтня 1984    | ITF Хайфа, Ізраїль              | Тверде   | Елізабет Екблом       | Мартіна Райнгардт Джой Тейкон               | 2–6, 5–7         |
| Перемога  | 4.   | 22 жовтня 1984    | ITF Ейлат, Ізраїль              | Тверде   | Елізабет Екблом       | Аніта Фальцон Марія Мендес Касар'єґо        | 6–4, 4–6, 7–6    |
| Перемога  | 5.   | 12 листопада 1984 | ITF Пітерборо, Велика Британія  | Тверде   | Патрісія Гай-Буле     | Глініс Коулс Деніс Парнелл                  | 6–2, 0–6, 6–1    |
| Перемога  | 6.   | 26 листопада 1984 | ITF Дарлінгтон, Велика Британія | Тверде   | Патрісія Гі           | Кеті Драрі Еллінор Лайтбоді                 | 6–1, 6–4         |
| Поразка   | 7.   | 7 січня 1985      | ITF Кі-Біскейн, США             | Тверде   | Елізабет Екблом       | Лінн Льюїс Венді Барлов-Паттенден           | 7–5, 4–6, 1–6    |
| Перемога  | 8.   | 14 січня 1985     | ITF Делрей-Біч, США             | Тверде   | Елізабет Екблом       | Даєн Фаррелл Джеймі Каплан                  | 6–3, 7–5         |
| Поразка   | 9.   | 21 січня 1985     | ITF Сан-Антоніо, США            | Тверде   | Елізабет Екблом       | Ізабель Демонжо Наталі Тозья                | 3–6, 4–6         |
| Перемога  | 10.  | 21 жовтня 1985    | ITF Саґа, Японія                | Тверде   | Нанетте Шутте         | Синь-Ї Лі Чжун Ні                           | 6–2, 6–4         |
| Перемога  | 11.  | 28 жовтня 1985    | ITF Фукуока, Японія             | Тверде   | Нанетте Шутте         | Їда Ей Наоко Сато                           | 6–3, 7–5         |
| Поразка   | 12.  | 4 листопада 1985  | ITF Ібаракі, Японія             | Тверде   | Нанетте Шутте         | Їда Ей Чжун Ні                              | 5–7, 3–6         |
| Перемога  | 13.  | 11 листопада 1985 | ITF Мацуяма, Японія             | Тверде   | Нанетте Шутте         | Їда Ей Чжун Ні                              | 6–2, 6–1         |
| Перемога  | 14.  | 25 листопада 1985 | ITF Кіото, Японія               | Тверде   | Нанетте Шутте         | Їда Ей Чжун Ні                              | 6–4, 6–2         |
| Перемога  | 15.  | 20 січня 1986     | ITF Сан-Антоніо, США            | Тверде   | Манон Боллеграф       | Дінкі Ван Ренсбурґ Клер Вуд                 | 7–5, 6–7(4), 6–4 |
| Перемога  | 16.  | 31 березня 1986   | ITF Барі, Італія                | Ґрунт    | Нанетте Шутте         | Белінда Борнео Вілтруд Пробст               | 4–6, 7–6, 6–3    |
| Поразка   | 17.  | 7 квітня 1986     | ITF Казерта, Італія             | Ґрунт    | Вілтруд Пробст        | Беттіна Фулько Жизеле Міро                  | 3–6, 3–6         |
| Поразка   | 18.  | 14 липня 1986     | ITF Ландскруна, Швеція          | Ґрунт    | Манон Боллеграф       | Карін Баккум Ніколе Мунс-Ягерман            | 6–4, 2–6, 2–6    |
| Поразка   | 19.  | 15 вересня 1986   | ITF Софія, Болгарія             | Ґрунт    | Лаура Голарса         | Наталія Єгорова Вікторія Мильвидська        | 0–6, 2–6         |
| Поразка   | 20.  | 20 жовтня 1986    | ITF Саґа, Японія                | Трава    | Теміс Замбржицькі     | Яюк Басукі Сузанна Вібово                   | 2–6, 3–6         |
| Поразка   | 21.  | 17 серпня 1987    | ITF Мангассет, США              | Ґрунт    | Бренда Шульц-Маккарті | Ілана Бергер Джейн Томас                    | 4–6, 1–6         |
| Перемога  | 22.  | 27 лютого 1989    | ITF Яффа, Ізраїль               | Тверде   | Кароліна Віс          | Керолайн Біллінгем Сильвія Чопек            | 3–6, 6–1, 6–3    |
| Перемога  | 23.  | 6 березня 1989    | ITF Ашкелон, Ізраїль            | Тверде   | Кароліна Віс          | Софі Альбінус Лоне Ванборґ                  | 6–1, 6–1         |
| Перемога  | 24.  | 20 березня 1989   | ITF Рамат-га-Шарон, Ізраїль     | Тверде   | Кароліна Віс          | Малін Нільссон Ева Лена Ольссон             | 6–2, 6–2         |